# Матч за звание чемпиона мира по шахматам 1896/1897
Матч-реванш между Эмануилом Ласкером и Вильгельмом Стейницем — шестой официальный матч за звание чемпиона мира по шахматам. Он проходил с 7 ноября 1896 года по 11 января 1897 года в Москве. Матч игрался до 10 побед.
Молодой Ласкер с самого начала играл с большим преимуществом над 60-летним Стейницом. Из первых 6 партий он выиграл 5 при одной ничьей. Стейниц сумел впервые выиграть только в 12-й партии, проиграв к тому моменту уже 7 раз. В 17-й партии Ласкер одержал свою 10-ю победу, уверенно завершив матч в свою пользу.

## Таблица матча
| №           | Участники      | 1    | 2     | 3     | 4     | 5     | 6     | 7    | 8    | 9    | 10    | 11    | 12    | 13    | 14    | 15    | 16  | 17   | Очки |
| ----------- | -------------- | ---- | ----- | ----- | ----- | ----- | ----- | ---- | ---- | ---- | ----- | ----- | ----- | ----- | ----- | ----- | --- | ---- | ---- |
| 1           | Эмануил Ласкер | 1    | 1     | 1     | 1     | ½     | 1     | ½    | ½    | ½    | 1     | 1     | 0     | 0     | 1     | ½     | 1   | 1    | 12.5 |
| 2           | Уильям Стейниц | 0    | 0     | 0     | 0     | ½     | 0     | ½    | ½    | ½    | 0     | 0     | 1     | 1     | 0     | ½     | 0   | 0    | 4.5  |
| Игровые дни | Игровые дни    | 7.11 | 11.11 | 14.11 | 18.11 | 20.11 | 24.11 | 4.12 | 7.12 | 9.12 | 11.12 | 16.12 | 23.12 | 25.12 | 28.12 | 30.12 | 1.1 | 11.1 |      |

## Примечательные партии

### Ласкер — Стейниц
|   | a | b | c | d | e | f | g | h |   |
| - | --- | --- | --- | --- | --- | --- | --- | --- | - |
| 8 | b8 чёрная ладья · c8 чёрная ладья · c7 чёрный слон · d7 чёрный король · e7 чёрный конь · g7 чёрная пешка · c6 чёрная пешка · d6 чёрная пешка · g6 чёрный конь · h6 чёрная пешка · b5 чёрная пешка · d4 белая пешка · e4 белый конь · f4 белый слон · b3 белый конь · g3 белая пешка · h3 белая пешка · b2 белая пешка · e2 белая ладья · f2 белая пешка · e1 белая ладья · g1 белый король | b8 чёрная ладья · c8 чёрная ладья · c7 чёрный слон · d7 чёрный король · e7 чёрный конь · g7 чёрная пешка · c6 чёрная пешка · d6 чёрная пешка · g6 чёрный конь · h6 чёрная пешка · b5 чёрная пешка · d4 белая пешка · e4 белый конь · f4 белый слон · b3 белый конь · g3 белая пешка · h3 белая пешка · b2 белая пешка · e2 белая ладья · f2 белая пешка · e1 белая ладья · g1 белый король | b8 чёрная ладья · c8 чёрная ладья · c7 чёрный слон · d7 чёрный король · e7 чёрный конь · g7 чёрная пешка · c6 чёрная пешка · d6 чёрная пешка · g6 чёрный конь · h6 чёрная пешка · b5 чёрная пешка · d4 белая пешка · e4 белый конь · f4 белый слон · b3 белый конь · g3 белая пешка · h3 белая пешка · b2 белая пешка · e2 белая ладья · f2 белая пешка · e1 белая ладья · g1 белый король | b8 чёрная ладья · c8 чёрная ладья · c7 чёрный слон · d7 чёрный король · e7 чёрный конь · g7 чёрная пешка · c6 чёрная пешка · d6 чёрная пешка · g6 чёрный конь · h6 чёрная пешка · b5 чёрная пешка · d4 белая пешка · e4 белый конь · f4 белый слон · b3 белый конь · g3 белая пешка · h3 белая пешка · b2 белая пешка · e2 белая ладья · f2 белая пешка · e1 белая ладья · g1 белый король | b8 чёрная ладья · c8 чёрная ладья · c7 чёрный слон · d7 чёрный король · e7 чёрный конь · g7 чёрная пешка · c6 чёрная пешка · d6 чёрная пешка · g6 чёрный конь · h6 чёрная пешка · b5 чёрная пешка · d4 белая пешка · e4 белый конь · f4 белый слон · b3 белый конь · g3 белая пешка · h3 белая пешка · b2 белая пешка · e2 белая ладья · f2 белая пешка · e1 белая ладья · g1 белый король | b8 чёрная ладья · c8 чёрная ладья · c7 чёрный слон · d7 чёрный король · e7 чёрный конь · g7 чёрная пешка · c6 чёрная пешка · d6 чёрная пешка · g6 чёрный конь · h6 чёрная пешка · b5 чёрная пешка · d4 белая пешка · e4 белый конь · f4 белый слон · b3 белый конь · g3 белая пешка · h3 белая пешка · b2 белая пешка · e2 белая ладья · f2 белая пешка · e1 белая ладья · g1 белый король | b8 чёрная ладья · c8 чёрная ладья · c7 чёрный слон · d7 чёрный король · e7 чёрный конь · g7 чёрная пешка · c6 чёрная пешка · d6 чёрная пешка · g6 чёрный конь · h6 чёрная пешка · b5 чёрная пешка · d4 белая пешка · e4 белый конь · f4 белый слон · b3 белый конь · g3 белая пешка · h3 белая пешка · b2 белая пешка · e2 белая ладья · f2 белая пешка · e1 белая ладья · g1 белый король | b8 чёрная ладья · c8 чёрная ладья · c7 чёрный слон · d7 чёрный король · e7 чёрный конь · g7 чёрная пешка · c6 чёрная пешка · d6 чёрная пешка · g6 чёрный конь · h6 чёрная пешка · b5 чёрная пешка · d4 белая пешка · e4 белый конь · f4 белый слон · b3 белый конь · g3 белая пешка · h3 белая пешка · b2 белая пешка · e2 белая ладья · f2 белая пешка · e1 белая ладья · g1 белый король | 8 |
| 7 | b8 чёрная ладья · c8 чёрная ладья · c7 чёрный слон · d7 чёрный король · e7 чёрный конь · g7 чёрная пешка · c6 чёрная пешка · d6 чёрная пешка · g6 чёрный конь · h6 чёрная пешка · b5 чёрная пешка · d4 белая пешка · e4 белый конь · f4 белый слон · b3 белый конь · g3 белая пешка · h3 белая пешка · b2 белая пешка · e2 белая ладья · f2 белая пешка · e1 белая ладья · g1 белый король | b8 чёрная ладья · c8 чёрная ладья · c7 чёрный слон · d7 чёрный король · e7 чёрный конь · g7 чёрная пешка · c6 чёрная пешка · d6 чёрная пешка · g6 чёрный конь · h6 чёрная пешка · b5 чёрная пешка · d4 белая пешка · e4 белый конь · f4 белый слон · b3 белый конь · g3 белая пешка · h3 белая пешка · b2 белая пешка · e2 белая ладья · f2 белая пешка · e1 белая ладья · g1 белый король | b8 чёрная ладья · c8 чёрная ладья · c7 чёрный слон · d7 чёрный король · e7 чёрный конь · g7 чёрная пешка · c6 чёрная пешка · d6 чёрная пешка · g6 чёрный конь · h6 чёрная пешка · b5 чёрная пешка · d4 белая пешка · e4 белый конь · f4 белый слон · b3 белый конь · g3 белая пешка · h3 белая пешка · b2 белая пешка · e2 белая ладья · f2 белая пешка · e1 белая ладья · g1 белый король | b8 чёрная ладья · c8 чёрная ладья · c7 чёрный слон · d7 чёрный король · e7 чёрный конь · g7 чёрная пешка · c6 чёрная пешка · d6 чёрная пешка · g6 чёрный конь · h6 чёрная пешка · b5 чёрная пешка · d4 белая пешка · e4 белый конь · f4 белый слон · b3 белый конь · g3 белая пешка · h3 белая пешка · b2 белая пешка · e2 белая ладья · f2 белая пешка · e1 белая ладья · g1 белый король | b8 чёрная ладья · c8 чёрная ладья · c7 чёрный слон · d7 чёрный король · e7 чёрный конь · g7 чёрная пешка · c6 чёрная пешка · d6 чёрная пешка · g6 чёрный конь · h6 чёрная пешка · b5 чёрная пешка · d4 белая пешка · e4 белый конь · f4 белый слон · b3 белый конь · g3 белая пешка · h3 белая пешка · b2 белая пешка · e2 белая ладья · f2 белая пешка · e1 белая ладья · g1 белый король | b8 чёрная ладья · c8 чёрная ладья · c7 чёрный слон · d7 чёрный король · e7 чёрный конь · g7 чёрная пешка · c6 чёрная пешка · d6 чёрная пешка · g6 чёрный конь · h6 чёрная пешка · b5 чёрная пешка · d4 белая пешка · e4 белый конь · f4 белый слон · b3 белый конь · g3 белая пешка · h3 белая пешка · b2 белая пешка · e2 белая ладья · f2 белая пешка · e1 белая ладья · g1 белый король | b8 чёрная ладья · c8 чёрная ладья · c7 чёрный слон · d7 чёрный король · e7 чёрный конь · g7 чёрная пешка · c6 чёрная пешка · d6 чёрная пешка · g6 чёрный конь · h6 чёрная пешка · b5 чёрная пешка · d4 белая пешка · e4 белый конь · f4 белый слон · b3 белый конь · g3 белая пешка · h3 белая пешка · b2 белая пешка · e2 белая ладья · f2 белая пешка · e1 белая ладья · g1 белый король | b8 чёрная ладья · c8 чёрная ладья · c7 чёрный слон · d7 чёрный король · e7 чёрный конь · g7 чёрная пешка · c6 чёрная пешка · d6 чёрная пешка · g6 чёрный конь · h6 чёрная пешка · b5 чёрная пешка · d4 белая пешка · e4 белый конь · f4 белый слон · b3 белый конь · g3 белая пешка · h3 белая пешка · b2 белая пешка · e2 белая ладья · f2 белая пешка · e1 белая ладья · g1 белый король | 7 |
| 6 | b8 чёрная ладья · c8 чёрная ладья · c7 чёрный слон · d7 чёрный король · e7 чёрный конь · g7 чёрная пешка · c6 чёрная пешка · d6 чёрная пешка · g6 чёрный конь · h6 чёрная пешка · b5 чёрная пешка · d4 белая пешка · e4 белый конь · f4 белый слон · b3 белый конь · g3 белая пешка · h3 белая пешка · b2 белая пешка · e2 белая ладья · f2 белая пешка · e1 белая ладья · g1 белый король | b8 чёрная ладья · c8 чёрная ладья · c7 чёрный слон · d7 чёрный король · e7 чёрный конь · g7 чёрная пешка · c6 чёрная пешка · d6 чёрная пешка · g6 чёрный конь · h6 чёрная пешка · b5 чёрная пешка · d4 белая пешка · e4 белый конь · f4 белый слон · b3 белый конь · g3 белая пешка · h3 белая пешка · b2 белая пешка · e2 белая ладья · f2 белая пешка · e1 белая ладья · g1 белый король | b8 чёрная ладья · c8 чёрная ладья · c7 чёрный слон · d7 чёрный король · e7 чёрный конь · g7 чёрная пешка · c6 чёрная пешка · d6 чёрная пешка · g6 чёрный конь · h6 чёрная пешка · b5 чёрная пешка · d4 белая пешка · e4 белый конь · f4 белый слон · b3 белый конь · g3 белая пешка · h3 белая пешка · b2 белая пешка · e2 белая ладья · f2 белая пешка · e1 белая ладья · g1 белый король | b8 чёрная ладья · c8 чёрная ладья · c7 чёрный слон · d7 чёрный король · e7 чёрный конь · g7 чёрная пешка · c6 чёрная пешка · d6 чёрная пешка · g6 чёрный конь · h6 чёрная пешка · b5 чёрная пешка · d4 белая пешка · e4 белый конь · f4 белый слон · b3 белый конь · g3 белая пешка · h3 белая пешка · b2 белая пешка · e2 белая ладья · f2 белая пешка · e1 белая ладья · g1 белый король | b8 чёрная ладья · c8 чёрная ладья · c7 чёрный слон · d7 чёрный король · e7 чёрный конь · g7 чёрная пешка · c6 чёрная пешка · d6 чёрная пешка · g6 чёрный конь · h6 чёрная пешка · b5 чёрная пешка · d4 белая пешка · e4 белый конь · f4 белый слон · b3 белый конь · g3 белая пешка · h3 белая пешка · b2 белая пешка · e2 белая ладья · f2 белая пешка · e1 белая ладья · g1 белый король | b8 чёрная ладья · c8 чёрная ладья · c7 чёрный слон · d7 чёрный король · e7 чёрный конь · g7 чёрная пешка · c6 чёрная пешка · d6 чёрная пешка · g6 чёрный конь · h6 чёрная пешка · b5 чёрная пешка · d4 белая пешка · e4 белый конь · f4 белый слон · b3 белый конь · g3 белая пешка · h3 белая пешка · b2 белая пешка · e2 белая ладья · f2 белая пешка · e1 белая ладья · g1 белый король | b8 чёрная ладья · c8 чёрная ладья · c7 чёрный слон · d7 чёрный король · e7 чёрный конь · g7 чёрная пешка · c6 чёрная пешка · d6 чёрная пешка · g6 чёрный конь · h6 чёрная пешка · b5 чёрная пешка · d4 белая пешка · e4 белый конь · f4 белый слон · b3 белый конь · g3 белая пешка · h3 белая пешка · b2 белая пешка · e2 белая ладья · f2 белая пешка · e1 белая ладья · g1 белый король | b8 чёрная ладья · c8 чёрная ладья · c7 чёрный слон · d7 чёрный король · e7 чёрный конь · g7 чёрная пешка · c6 чёрная пешка · d6 чёрная пешка · g6 чёрный конь · h6 чёрная пешка · b5 чёрная пешка · d4 белая пешка · e4 белый конь · f4 белый слон · b3 белый конь · g3 белая пешка · h3 белая пешка · b2 белая пешка · e2 белая ладья · f2 белая пешка · e1 белая ладья · g1 белый король | 6 |
| 5 | b8 чёрная ладья · c8 чёрная ладья · c7 чёрный слон · d7 чёрный король · e7 чёрный конь · g7 чёрная пешка · c6 чёрная пешка · d6 чёрная пешка · g6 чёрный конь · h6 чёрная пешка · b5 чёрная пешка · d4 белая пешка · e4 белый конь · f4 белый слон · b3 белый конь · g3 белая пешка · h3 белая пешка · b2 белая пешка · e2 белая ладья · f2 белая пешка · e1 белая ладья · g1 белый король | b8 чёрная ладья · c8 чёрная ладья · c7 чёрный слон · d7 чёрный король · e7 чёрный конь · g7 чёрная пешка · c6 чёрная пешка · d6 чёрная пешка · g6 чёрный конь · h6 чёрная пешка · b5 чёрная пешка · d4 белая пешка · e4 белый конь · f4 белый слон · b3 белый конь · g3 белая пешка · h3 белая пешка · b2 белая пешка · e2 белая ладья · f2 белая пешка · e1 белая ладья · g1 белый король | b8 чёрная ладья · c8 чёрная ладья · c7 чёрный слон · d7 чёрный король · e7 чёрный конь · g7 чёрная пешка · c6 чёрная пешка · d6 чёрная пешка · g6 чёрный конь · h6 чёрная пешка · b5 чёрная пешка · d4 белая пешка · e4 белый конь · f4 белый слон · b3 белый конь · g3 белая пешка · h3 белая пешка · b2 белая пешка · e2 белая ладья · f2 белая пешка · e1 белая ладья · g1 белый король | b8 чёрная ладья · c8 чёрная ладья · c7 чёрный слон · d7 чёрный король · e7 чёрный конь · g7 чёрная пешка · c6 чёрная пешка · d6 чёрная пешка · g6 чёрный конь · h6 чёрная пешка · b5 чёрная пешка · d4 белая пешка · e4 белый конь · f4 белый слон · b3 белый конь · g3 белая пешка · h3 белая пешка · b2 белая пешка · e2 белая ладья · f2 белая пешка · e1 белая ладья · g1 белый король | b8 чёрная ладья · c8 чёрная ладья · c7 чёрный слон · d7 чёрный король · e7 чёрный конь · g7 чёрная пешка · c6 чёрная пешка · d6 чёрная пешка · g6 чёрный конь · h6 чёрная пешка · b5 чёрная пешка · d4 белая пешка · e4 белый конь · f4 белый слон · b3 белый конь · g3 белая пешка · h3 белая пешка · b2 белая пешка · e2 белая ладья · f2 белая пешка · e1 белая ладья · g1 белый король | b8 чёрная ладья · c8 чёрная ладья · c7 чёрный слон · d7 чёрный король · e7 чёрный конь · g7 чёрная пешка · c6 чёрная пешка · d6 чёрная пешка · g6 чёрный конь · h6 чёрная пешка · b5 чёрная пешка · d4 белая пешка · e4 белый конь · f4 белый слон · b3 белый конь · g3 белая пешка · h3 белая пешка · b2 белая пешка · e2 белая ладья · f2 белая пешка · e1 белая ладья · g1 белый король | b8 чёрная ладья · c8 чёрная ладья · c7 чёрный слон · d7 чёрный король · e7 чёрный конь · g7 чёрная пешка · c6 чёрная пешка · d6 чёрная пешка · g6 чёрный конь · h6 чёрная пешка · b5 чёрная пешка · d4 белая пешка · e4 белый конь · f4 белый слон · b3 белый конь · g3 белая пешка · h3 белая пешка · b2 белая пешка · e2 белая ладья · f2 белая пешка · e1 белая ладья · g1 белый король | b8 чёрная ладья · c8 чёрная ладья · c7 чёрный слон · d7 чёрный король · e7 чёрный конь · g7 чёрная пешка · c6 чёрная пешка · d6 чёрная пешка · g6 чёрный конь · h6 чёрная пешка · b5 чёрная пешка · d4 белая пешка · e4 белый конь · f4 белый слон · b3 белый конь · g3 белая пешка · h3 белая пешка · b2 белая пешка · e2 белая ладья · f2 белая пешка · e1 белая ладья · g1 белый король | 5 |
| 4 | b8 чёрная ладья · c8 чёрная ладья · c7 чёрный слон · d7 чёрный король · e7 чёрный конь · g7 чёрная пешка · c6 чёрная пешка · d6 чёрная пешка · g6 чёрный конь · h6 чёрная пешка · b5 чёрная пешка · d4 белая пешка · e4 белый конь · f4 белый слон · b3 белый конь · g3 белая пешка · h3 белая пешка · b2 белая пешка · e2 белая ладья · f2 белая пешка · e1 белая ладья · g1 белый король | b8 чёрная ладья · c8 чёрная ладья · c7 чёрный слон · d7 чёрный король · e7 чёрный конь · g7 чёрная пешка · c6 чёрная пешка · d6 чёрная пешка · g6 чёрный конь · h6 чёрная пешка · b5 чёрная пешка · d4 белая пешка · e4 белый конь · f4 белый слон · b3 белый конь · g3 белая пешка · h3 белая пешка · b2 белая пешка · e2 белая ладья · f2 белая пешка · e1 белая ладья · g1 белый король | b8 чёрная ладья · c8 чёрная ладья · c7 чёрный слон · d7 чёрный король · e7 чёрный конь · g7 чёрная пешка · c6 чёрная пешка · d6 чёрная пешка · g6 чёрный конь · h6 чёрная пешка · b5 чёрная пешка · d4 белая пешка · e4 белый конь · f4 белый слон · b3 белый конь · g3 белая пешка · h3 белая пешка · b2 белая пешка · e2 белая ладья · f2 белая пешка · e1 белая ладья · g1 белый король | b8 чёрная ладья · c8 чёрная ладья · c7 чёрный слон · d7 чёрный король · e7 чёрный конь · g7 чёрная пешка · c6 чёрная пешка · d6 чёрная пешка · g6 чёрный конь · h6 чёрная пешка · b5 чёрная пешка · d4 белая пешка · e4 белый конь · f4 белый слон · b3 белый конь · g3 белая пешка · h3 белая пешка · b2 белая пешка · e2 белая ладья · f2 белая пешка · e1 белая ладья · g1 белый король | b8 чёрная ладья · c8 чёрная ладья · c7 чёрный слон · d7 чёрный король · e7 чёрный конь · g7 чёрная пешка · c6 чёрная пешка · d6 чёрная пешка · g6 чёрный конь · h6 чёрная пешка · b5 чёрная пешка · d4 белая пешка · e4 белый конь · f4 белый слон · b3 белый конь · g3 белая пешка · h3 белая пешка · b2 белая пешка · e2 белая ладья · f2 белая пешка · e1 белая ладья · g1 белый король | b8 чёрная ладья · c8 чёрная ладья · c7 чёрный слон · d7 чёрный король · e7 чёрный конь · g7 чёрная пешка · c6 чёрная пешка · d6 чёрная пешка · g6 чёрный конь · h6 чёрная пешка · b5 чёрная пешка · d4 белая пешка · e4 белый конь · f4 белый слон · b3 белый конь · g3 белая пешка · h3 белая пешка · b2 белая пешка · e2 белая ладья · f2 белая пешка · e1 белая ладья · g1 белый король | b8 чёрная ладья · c8 чёрная ладья · c7 чёрный слон · d7 чёрный король · e7 чёрный конь · g7 чёрная пешка · c6 чёрная пешка · d6 чёрная пешка · g6 чёрный конь · h6 чёрная пешка · b5 чёрная пешка · d4 белая пешка · e4 белый конь · f4 белый слон · b3 белый конь · g3 белая пешка · h3 белая пешка · b2 белая пешка · e2 белая ладья · f2 белая пешка · e1 белая ладья · g1 белый король | b8 чёрная ладья · c8 чёрная ладья · c7 чёрный слон · d7 чёрный король · e7 чёрный конь · g7 чёрная пешка · c6 чёрная пешка · d6 чёрная пешка · g6 чёрный конь · h6 чёрная пешка · b5 чёрная пешка · d4 белая пешка · e4 белый конь · f4 белый слон · b3 белый конь · g3 белая пешка · h3 белая пешка · b2 белая пешка · e2 белая ладья · f2 белая пешка · e1 белая ладья · g1 белый король | 4 |
| 3 | b8 чёрная ладья · c8 чёрная ладья · c7 чёрный слон · d7 чёрный король · e7 чёрный конь · g7 чёрная пешка · c6 чёрная пешка · d6 чёрная пешка · g6 чёрный конь · h6 чёрная пешка · b5 чёрная пешка · d4 белая пешка · e4 белый конь · f4 белый слон · b3 белый конь · g3 белая пешка · h3 белая пешка · b2 белая пешка · e2 белая ладья · f2 белая пешка · e1 белая ладья · g1 белый король | b8 чёрная ладья · c8 чёрная ладья · c7 чёрный слон · d7 чёрный король · e7 чёрный конь · g7 чёрная пешка · c6 чёрная пешка · d6 чёрная пешка · g6 чёрный конь · h6 чёрная пешка · b5 чёрная пешка · d4 белая пешка · e4 белый конь · f4 белый слон · b3 белый конь · g3 белая пешка · h3 белая пешка · b2 белая пешка · e2 белая ладья · f2 белая пешка · e1 белая ладья · g1 белый король | b8 чёрная ладья · c8 чёрная ладья · c7 чёрный слон · d7 чёрный король · e7 чёрный конь · g7 чёрная пешка · c6 чёрная пешка · d6 чёрная пешка · g6 чёрный конь · h6 чёрная пешка · b5 чёрная пешка · d4 белая пешка · e4 белый конь · f4 белый слон · b3 белый конь · g3 белая пешка · h3 белая пешка · b2 белая пешка · e2 белая ладья · f2 белая пешка · e1 белая ладья · g1 белый король | b8 чёрная ладья · c8 чёрная ладья · c7 чёрный слон · d7 чёрный король · e7 чёрный конь · g7 чёрная пешка · c6 чёрная пешка · d6 чёрная пешка · g6 чёрный конь · h6 чёрная пешка · b5 чёрная пешка · d4 белая пешка · e4 белый конь · f4 белый слон · b3 белый конь · g3 белая пешка · h3 белая пешка · b2 белая пешка · e2 белая ладья · f2 белая пешка · e1 белая ладья · g1 белый король | b8 чёрная ладья · c8 чёрная ладья · c7 чёрный слон · d7 чёрный король · e7 чёрный конь · g7 чёрная пешка · c6 чёрная пешка · d6 чёрная пешка · g6 чёрный конь · h6 чёрная пешка · b5 чёрная пешка · d4 белая пешка · e4 белый конь · f4 белый слон · b3 белый конь · g3 белая пешка · h3 белая пешка · b2 белая пешка · e2 белая ладья · f2 белая пешка · e1 белая ладья · g1 белый король | b8 чёрная ладья · c8 чёрная ладья · c7 чёрный слон · d7 чёрный король · e7 чёрный конь · g7 чёрная пешка · c6 чёрная пешка · d6 чёрная пешка · g6 чёрный конь · h6 чёрная пешка · b5 чёрная пешка · d4 белая пешка · e4 белый конь · f4 белый слон · b3 белый конь · g3 белая пешка · h3 белая пешка · b2 белая пешка · e2 белая ладья · f2 белая пешка · e1 белая ладья · g1 белый король | b8 чёрная ладья · c8 чёрная ладья · c7 чёрный слон · d7 чёрный король · e7 чёрный конь · g7 чёрная пешка · c6 чёрная пешка · d6 чёрная пешка · g6 чёрный конь · h6 чёрная пешка · b5 чёрная пешка · d4 белая пешка · e4 белый конь · f4 белый слон · b3 белый конь · g3 белая пешка · h3 белая пешка · b2 белая пешка · e2 белая ладья · f2 белая пешка · e1 белая ладья · g1 белый король | b8 чёрная ладья · c8 чёрная ладья · c7 чёрный слон · d7 чёрный король · e7 чёрный конь · g7 чёрная пешка · c6 чёрная пешка · d6 чёрная пешка · g6 чёрный конь · h6 чёрная пешка · b5 чёрная пешка · d4 белая пешка · e4 белый конь · f4 белый слон · b3 белый конь · g3 белая пешка · h3 белая пешка · b2 белая пешка · e2 белая ладья · f2 белая пешка · e1 белая ладья · g1 белый король | 3 |
| 2 | b8 чёрная ладья · c8 чёрная ладья · c7 чёрный слон · d7 чёрный король · e7 чёрный конь · g7 чёрная пешка · c6 чёрная пешка · d6 чёрная пешка · g6 чёрный конь · h6 чёрная пешка · b5 чёрная пешка · d4 белая пешка · e4 белый конь · f4 белый слон · b3 белый конь · g3 белая пешка · h3 белая пешка · b2 белая пешка · e2 белая ладья · f2 белая пешка · e1 белая ладья · g1 белый король | b8 чёрная ладья · c8 чёрная ладья · c7 чёрный слон · d7 чёрный король · e7 чёрный конь · g7 чёрная пешка · c6 чёрная пешка · d6 чёрная пешка · g6 чёрный конь · h6 чёрная пешка · b5 чёрная пешка · d4 белая пешка · e4 белый конь · f4 белый слон · b3 белый конь · g3 белая пешка · h3 белая пешка · b2 белая пешка · e2 белая ладья · f2 белая пешка · e1 белая ладья · g1 белый король | b8 чёрная ладья · c8 чёрная ладья · c7 чёрный слон · d7 чёрный король · e7 чёрный конь · g7 чёрная пешка · c6 чёрная пешка · d6 чёрная пешка · g6 чёрный конь · h6 чёрная пешка · b5 чёрная пешка · d4 белая пешка · e4 белый конь · f4 белый слон · b3 белый конь · g3 белая пешка · h3 белая пешка · b2 белая пешка · e2 белая ладья · f2 белая пешка · e1 белая ладья · g1 белый король | b8 чёрная ладья · c8 чёрная ладья · c7 чёрный слон · d7 чёрный король · e7 чёрный конь · g7 чёрная пешка · c6 чёрная пешка · d6 чёрная пешка · g6 чёрный конь · h6 чёрная пешка · b5 чёрная пешка · d4 белая пешка · e4 белый конь · f4 белый слон · b3 белый конь · g3 белая пешка · h3 белая пешка · b2 белая пешка · e2 белая ладья · f2 белая пешка · e1 белая ладья · g1 белый король | b8 чёрная ладья · c8 чёрная ладья · c7 чёрный слон · d7 чёрный король · e7 чёрный конь · g7 чёрная пешка · c6 чёрная пешка · d6 чёрная пешка · g6 чёрный конь · h6 чёрная пешка · b5 чёрная пешка · d4 белая пешка · e4 белый конь · f4 белый слон · b3 белый конь · g3 белая пешка · h3 белая пешка · b2 белая пешка · e2 белая ладья · f2 белая пешка · e1 белая ладья · g1 белый король | b8 чёрная ладья · c8 чёрная ладья · c7 чёрный слон · d7 чёрный король · e7 чёрный конь · g7 чёрная пешка · c6 чёрная пешка · d6 чёрная пешка · g6 чёрный конь · h6 чёрная пешка · b5 чёрная пешка · d4 белая пешка · e4 белый конь · f4 белый слон · b3 белый конь · g3 белая пешка · h3 белая пешка · b2 белая пешка · e2 белая ладья · f2 белая пешка · e1 белая ладья · g1 белый король | b8 чёрная ладья · c8 чёрная ладья · c7 чёрный слон · d7 чёрный король · e7 чёрный конь · g7 чёрная пешка · c6 чёрная пешка · d6 чёрная пешка · g6 чёрный конь · h6 чёрная пешка · b5 чёрная пешка · d4 белая пешка · e4 белый конь · f4 белый слон · b3 белый конь · g3 белая пешка · h3 белая пешка · b2 белая пешка · e2 белая ладья · f2 белая пешка · e1 белая ладья · g1 белый король | b8 чёрная ладья · c8 чёрная ладья · c7 чёрный слон · d7 чёрный король · e7 чёрный конь · g7 чёрная пешка · c6 чёрная пешка · d6 чёрная пешка · g6 чёрный конь · h6 чёрная пешка · b5 чёрная пешка · d4 белая пешка · e4 белый конь · f4 белый слон · b3 белый конь · g3 белая пешка · h3 белая пешка · b2 белая пешка · e2 белая ладья · f2 белая пешка · e1 белая ладья · g1 белый король | 2 |
| 1 | b8 чёрная ладья · c8 чёрная ладья · c7 чёрный слон · d7 чёрный король · e7 чёрный конь · g7 чёрная пешка · c6 чёрная пешка · d6 чёрная пешка · g6 чёрный конь · h6 чёрная пешка · b5 чёрная пешка · d4 белая пешка · e4 белый конь · f4 белый слон · b3 белый конь · g3 белая пешка · h3 белая пешка · b2 белая пешка · e2 белая ладья · f2 белая пешка · e1 белая ладья · g1 белый король | b8 чёрная ладья · c8 чёрная ладья · c7 чёрный слон · d7 чёрный король · e7 чёрный конь · g7 чёрная пешка · c6 чёрная пешка · d6 чёрная пешка · g6 чёрный конь · h6 чёрная пешка · b5 чёрная пешка · d4 белая пешка · e4 белый конь · f4 белый слон · b3 белый конь · g3 белая пешка · h3 белая пешка · b2 белая пешка · e2 белая ладья · f2 белая пешка · e1 белая ладья · g1 белый король | b8 чёрная ладья · c8 чёрная ладья · c7 чёрный слон · d7 чёрный король · e7 чёрный конь · g7 чёрная пешка · c6 чёрная пешка · d6 чёрная пешка · g6 чёрный конь · h6 чёрная пешка · b5 чёрная пешка · d4 белая пешка · e4 белый конь · f4 белый слон · b3 белый конь · g3 белая пешка · h3 белая пешка · b2 белая пешка · e2 белая ладья · f2 белая пешка · e1 белая ладья · g1 белый король | b8 чёрная ладья · c8 чёрная ладья · c7 чёрный слон · d7 чёрный король · e7 чёрный конь · g7 чёрная пешка · c6 чёрная пешка · d6 чёрная пешка · g6 чёрный конь · h6 чёрная пешка · b5 чёрная пешка · d4 белая пешка · e4 белый конь · f4 белый слон · b3 белый конь · g3 белая пешка · h3 белая пешка · b2 белая пешка · e2 белая ладья · f2 белая пешка · e1 белая ладья · g1 белый король | b8 чёрная ладья · c8 чёрная ладья · c7 чёрный слон · d7 чёрный король · e7 чёрный конь · g7 чёрная пешка · c6 чёрная пешка · d6 чёрная пешка · g6 чёрный конь · h6 чёрная пешка · b5 чёрная пешка · d4 белая пешка · e4 белый конь · f4 белый слон · b3 белый конь · g3 белая пешка · h3 белая пешка · b2 белая пешка · e2 белая ладья · f2 белая пешка · e1 белая ладья · g1 белый король | b8 чёрная ладья · c8 чёрная ладья · c7 чёрный слон · d7 чёрный король · e7 чёрный конь · g7 чёрная пешка · c6 чёрная пешка · d6 чёрная пешка · g6 чёрный конь · h6 чёрная пешка · b5 чёрная пешка · d4 белая пешка · e4 белый конь · f4 белый слон · b3 белый конь · g3 белая пешка · h3 белая пешка · b2 белая пешка · e2 белая ладья · f2 белая пешка · e1 белая ладья · g1 белый король | b8 чёрная ладья · c8 чёрная ладья · c7 чёрный слон · d7 чёрный король · e7 чёрный конь · g7 чёрная пешка · c6 чёрная пешка · d6 чёрная пешка · g6 чёрный конь · h6 чёрная пешка · b5 чёрная пешка · d4 белая пешка · e4 белый конь · f4 белый слон · b3 белый конь · g3 белая пешка · h3 белая пешка · b2 белая пешка · e2 белая ладья · f2 белая пешка · e1 белая ладья · g1 белый король | b8 чёрная ладья · c8 чёрная ладья · c7 чёрный слон · d7 чёрный король · e7 чёрный конь · g7 чёрная пешка · c6 чёрная пешка · d6 чёрная пешка · g6 чёрный конь · h6 чёрная пешка · b5 чёрная пешка · d4 белая пешка · e4 белый конь · f4 белый слон · b3 белый конь · g3 белая пешка · h3 белая пешка · b2 белая пешка · e2 белая ладья · f2 белая пешка · e1 белая ладья · g1 белый король | 1 |
|   | a | b | c | d | e | f | g | h |   |

1. e4 e5 2. Кf3 Кс6 3. Сb5 Сс5 4. c3 Кge7 5. O-O Кg6 6. d4 ed 7. cd Сb6 8. Кс3 O-O 9. a4 a6 10. Сс4 h6 11. h3 d6 12. Се3 Ксе7 13. Ле1 c6 14. Фb3 Сс7 15. Кd2 Лb8 16. Лас1 b5 17. ab ab 18. Сd3 Крһ8 19. Ке2 f5 20. ef С:f5 21. С:f5 Л:f5 22. Кg3 Лf8 23. Фе6 Фс8 24. Ф:c8 Лf: c8 25. Кb3 Крg8 26. Ке4 Крf7 27. g3 Кре8 28. Ле2 Крd7 29. Лсе1 Сb6 30. Сf4 Сс7 (см. диаграмму)
31. h4 h5 32. Сg5 Сd8 33. g4! hg 34. h5 Кf8 35. Кес5+! dc 36. К:c5+ Крd6 37. Сf4+ Крd5 38. Ле5+ Крс4 39. Лс1+ Кр: d4 40. Ле4+ Крd5 41. Лd1+, 1 : 0